# Fidei Donum
Fidei Donum zijn de beginwoorden van een encycliek van 21 april 1957 van paus Pius XII, waarin hij vroeg aan de bisschoppen om diocesane priesters ter beschikking te stellen voor missiegebieden. Deze priesters blijven afhangen van het bisdom waar ze toe behoren en keren vaak ook na enkele jaren terug naar hun bisdom.
- Jan De Bie was van 1970 tot 1981 Fidei donum-priester in Brazilië.
- André De Witte was van 1976 werkzaam in het bisdom Alagoinhas en werd op 8 juni 1994 tot bisschop van Ruy Barbosa in Brazilië benoemd.
- Philip Dickmans was van 1996 werkzaam bij de Xerente-indianen van Palmas  in Brazilië en werd op 21 mei 2008 tot bisschop van Miracema do Tocantins in Brazilië benoemd.
- Eugène Rixen was als missionaris werkzaam in Brazilië en werd op 25 februari 1996 tot hulpbisschop van Assis en op 2 december 1998 tot bisschop van Goiás in Brazilië benoemd.
- Andrea Santoro (Italiaanse Fidei donum-priester) werd op 5 februari 2006 vermoord in de Turkse Trabzon.
- Michel Schooyans was van 1959 tot 1969 werkzaam in de arbeiderswijken van São Paulo (Brazilië) en was er ook hoogleraar aan de Pauselijke Katholieke Universiteit (PUC-SP) en aan het metropolitaan Grootseminarie.
- José Comblin, vanaf 1958 Fidei Donum-priester in Brazilië en Chili.